# José Manuel Gómez y Rodríguez de Pumarada
José Manuel Gómez y Rodríguez de Pumarada (Valle (Asturias), 1948) es un editor y empresario español presidente del Grupo Anaya.
Inició su actividad profesional en el sector editorial en Madrid. Más tarde pasó a formar parte de la editorial John Wiley, en Londres, trasladándose a continuación a París para ingresar en la firma Hermann Éditeurs. En 1974 se incorporó a Ediciones Anaya, colaborando en la creación de las dos primeras empresas editoriales del Grupo Anaya: Ediciones Cátedra y Ediciones Pirámide. Asimismo, intervino en la expansión del grupo que hoy en día se compone de cerca de veinte sellos editoriales. En noviembre de 1998 fue nombrado Presidente de Grupo Anaya (50 Aniversario), cargo que ocupó hasta diciembre de 2019. En 2010, el Consejo de Ministros de España le otorgó la Medalla de Oro al Mérito en las Bellas Artes.